# Белен (Пара)

Белен на карте штата.

Беле́н (порт. Belém) — муниципалитет, город и порт на севере Бразилии, столица штата Пара. Составная часть мезорегиона Агломерация Белен. Входит в экономико-статистический микрорегион Белен. Население составляет 1 394 404 человек на 2010 год. Занимает площадь 1059,458 км². Плотность населения — 1314,2 чел./км².

## История
До европейской колонизации на территории сегодняшнего Белена жило индейское племя шукуру, занимавшееся ловлей рыбы, охотой и собирательством.
В 1615 году капитан-генерал капитанства Баия Франсиску Калдейра Кастилу Бранку, встревоженный сообщениями об активности французов, голландцев и англичан в бассейне Амазонки, лично возглавил вооружённую экспедицию в этот район с целью прояснения обстановки.
12 января 1616 года корабли португальцев бросили якоря в бухте Гуажара (у слияния рек Акара и Гуама), ошибочно приняв его за основное русло Пары. Высадившись на берег, Ф. Кастилу Бранку провозгласил основание нового поселения, Фелиc-Лузитания. Члены экспедиции соорудили небольшой деревянный форт с десятком орудий, пристань и несколько хозяйственных построек для приёма будущих переселенцев. Новое поселение не смогло предотвратить проникновение иностранных контрабандистов и пиратов в регион, но заложило основу для португальской колонизации дельты Амазонки. Точно неизвестно, когда название поселения сменилось на Белен (португальский вариант произношения Вифлеема), но при официальном получении статуса города в 1655 году оно уже фигурировало под новым названием. В 1772 году Белен стал столицей новообразованной провинции Пара.

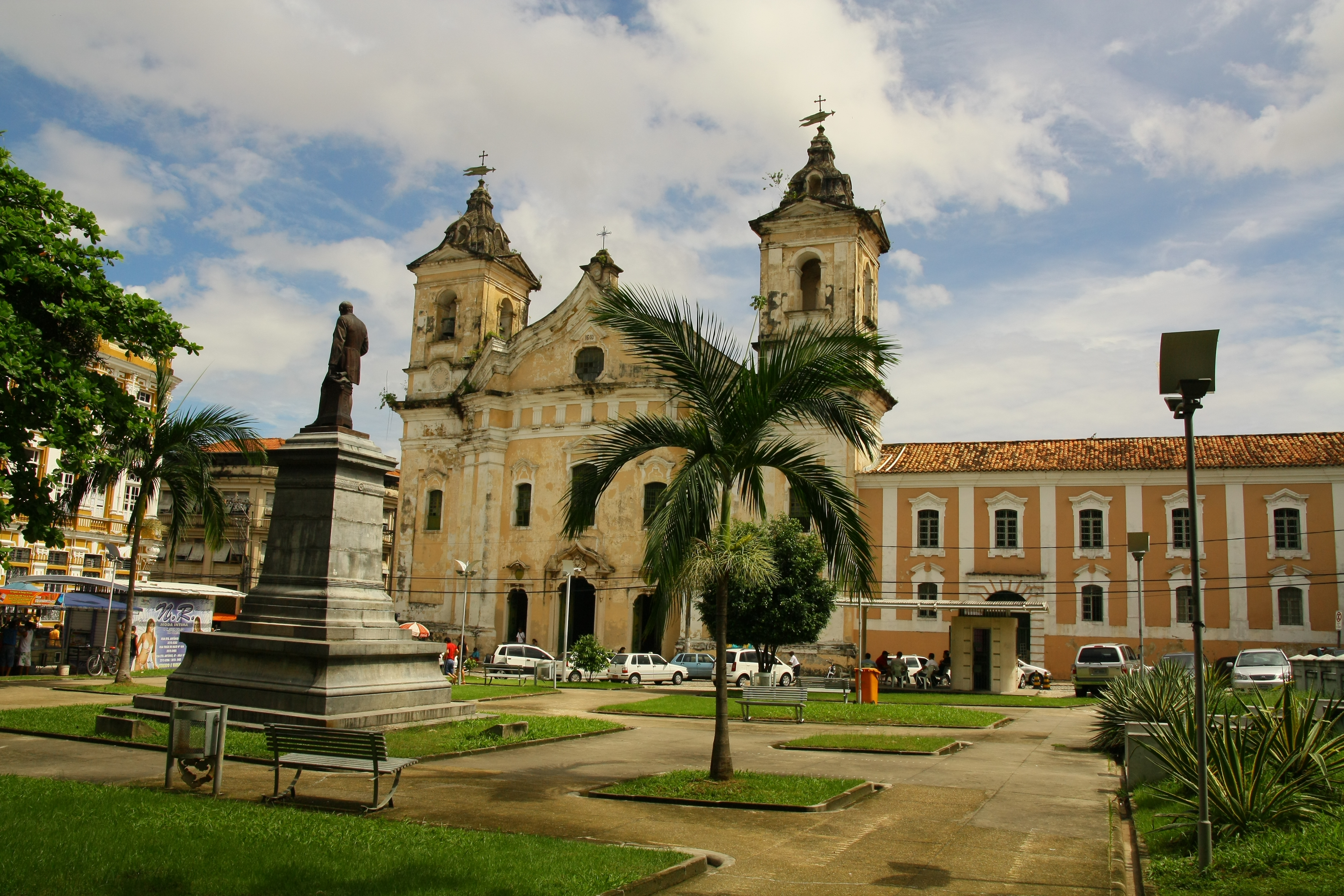
Церковь Пресвятой Девы Марии Милосердия, середина XVIII века

Провозглашение независимости Бразилии было негативно воспринято на Севере и Северо-Востоке бывших португальских владений в Южной Америке. Местная белая элита экономически и культурно была связана с Европой в гораздо большей степени, чем с далёким имперским правительством в Рио-де-Жанейро. Быстрый разгром в 1824 году англо-бразильскими войсками восстания Экваториальной конфедерации не позволил Паре присоединиться к попытке сецессии, но последовавшее несколько позже восстание Кабанажен (1835—1840) причинило региону огромный ущерб. Бразильские войска, подавлявшие восстание, действовали с исключительной жестокостью, уничтожив около 1/3 населения провинции.
Экономическое развитие Белена характеризовалось последовательной чередой резких подъёмов (связанных с той или иной монокультурой) и продолжительных депрессий. До конца XVII века основой его экономики был сахар, до конца XVIII — крупный рогатый скот, до середины XIX — кофе, рис и хлопок. На рубеже XIX—XX веков огромные доходы торговой элите Белена принёс каучуковый бум. В этот период в городе было построено множество роскошных зданий, служащих его украшением и в наши дни, а также прибыло значительное количество иммигрантов из Европы, Азии и Латинской Америки.
С 27 января по 1 февраля 2009 г. в городе прошёл Всемирный социальный форум.

## Население
По данным Бразильского института географии и статистики, население города в 2014 году составило 1,43 млн человек, агломерации — более 2,3 млн. (10-е и 11-е места по стране соответственно).
Расовый состав населения:
- белые — 27,5 %
- парду — 64,5 %
- негры — 7,3 %
- азиаты и индейцы — 0,7 %

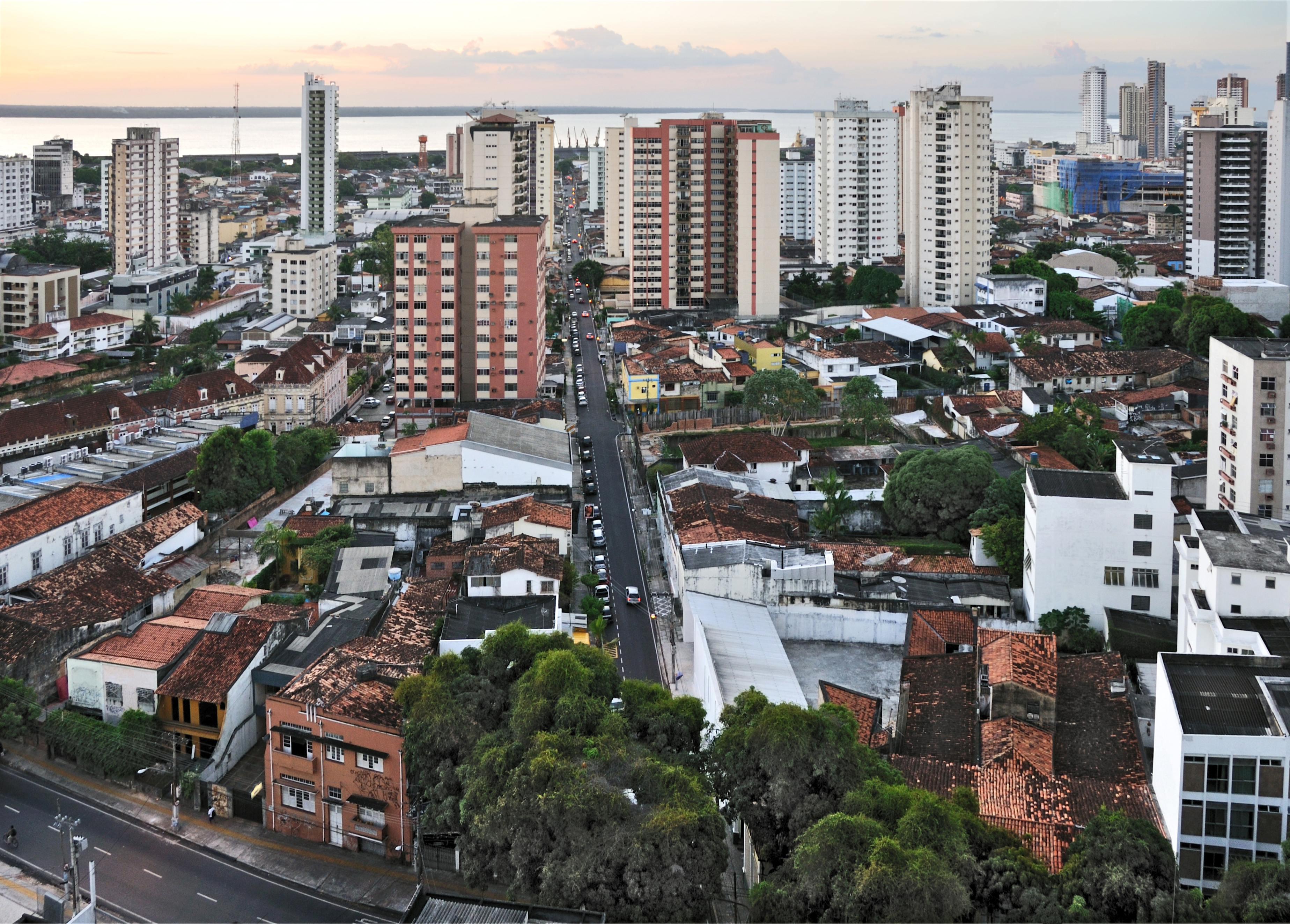
Жилой район среднего класса

Около 3/4 жителей — католики, 1/5 — протестанты. Некогда значительная еврейская община сократилась до менее чем 1,5 тыс. человек, хотя и продолжает играть очень важную роль в экономике города.
Уровень преступности высокий даже по бразильским меркам, хотя большая часть преступлений совершается в бедных окраинных районах.

## Демография
Согласно сведениям, собранным в ходе переписи 2010 г. Национальным институтом географии и статистики (IBGE), население муниципалитета составляет:
| Полное население                               | Полное население                               | Полное население                               | Полное население                               | 1 393 399 |
| ---------------------------------------------- | ---------------------------------------------- | ---------------------------------------------- | ---------------------------------------------- | --------- |
| в том числе:                                   | Городское население                            | 1 381 475                                      | Процент городского населения, %                | 99,14     |
|                                                | Сельское население                             | 11 924                                         | Процент сельского населения, %                 | 0,86      |
|                                                | Мужское население                              | 659 008                                        | Процент мужского населения, %                  | 47,29     |
|                                                | Женское население                              | 734 391                                        | Процент женского населения, %                  | 52,71     |
| Плотность населения, чел/км²                   | Плотность населения, чел/км²                   | Плотность населения, чел/км²                   | Плотность населения, чел/км²                   | 1315,20   |
| Население муниципалитета в % к населению штата | Население муниципалитета в % к населению штата | Население муниципалитета в % к населению штата | Население муниципалитета в % к населению штата | 18,38     |

По данным оценки 2015 года население муниципалитета составляет 1 439 561 жителя.

## География и климат
Белен расположен примерно в 100 километрах от Атлантического океана на южном берегу реки Пара у бухты Гуажара в месте, где в него впадает река Гуама. К северу через реку находится крупнейший в мире речной остров Маражо. Какие-либо значимые возвышенности в черте города отсутствуют, рельеф плоский. В пределах административных границ Белена расположено около пятидесяти небольших речных островов, большей частью необитаемых. Также к городской территории относится западная часть большого курортного острова Москуэйро (порт. Mosqueiro), с его знаменитыми пресноводными пляжами.
Город лежит в зоне экваториального климата (в соответствии с классификацией Кёппена — Af). Жаркая и влажная погода стоит круглый год, хотя большая часть осадков выпадает с декабря по май.
| Показатель                    | Янв. | Фев. | Март | Апр. | Май  | Июнь | Июль | Авг. | Сен. | Окт. | Нояб. | Дек. | Год  |
| ----------------------------- | ---- | ---- | ---- | ---- | ---- | ---- | ---- | ---- | ---- | ---- | ----- | ---- | ---- |
| Средний суточный максимум, °C | 30,9 | 30,5 | 30,4 | 30,8 | 31,3 | 31,7 | 31,7 | 32,1 | 32,1 | 32,2 | 32,3  | 31,9 | 31,4 |
| Средняя температура, °C       | 26,6 | 24,5 | 25,5 | 26,7 | 25,9 | 25,9 | 25,8 | 26,0 | 26,1 | 26,4 | 26,4  | 26,1 | 25,9 |
| Средний суточный минимум, °C  | 22,1 | 22,2 | 22,4 | 21,8 | 22,6 | 22,1 | 21,7 | 21,7 | 21,7 | 21,6 | 21,9  | 22,0 | 21,9 |
| Норма осадков, мм             | 366  | 417  | 436  | 360  | 304  | 140  | 152  | 131  | 140  | 116  | 111   | 216  | 2889 |
| Источник: World Climate       |      |      |      |      |      |      |      |      |      |      |       |      |      |

## Экономика и транспорт
Основой экономики Белена являются сферы торговли, услуг и туризма. Через порт осуществляется экспорт железной руды, бокситов, бразильского ореха, тропических фруктов, говядины, джута, морепродуктов и древесины. Из отраслей промышленности развиты пищевая (особенно мясо и рыбопереработка, консервирование и упаковка фруктов и орехов), металлургическая, химическая и деревообрабатывающая. В последние годы развиваются биотехнологии.
Белен обслуживается международным аэропортом Вал-ди-Канс (IATA: BEL, ICAO: SBBE) с годовым пассажирооборотом 3,5 млн человек (2013). Регулярные пассажирские рейсы выполняются во все основные города Бразилии, а также в Парамарибо, Кайенну и Лиссабон.
Через город проходя федеральные шоссе BR-010 (Бразилиа — Белен) и BR-316 (Белен — Масейо). Очень важную роль в экономике Белена играет речной транспорт (по Амазонке и Токантинсу).
Расстояния до крупных городов страны:
- Сан-Паулу: 2933 км
- Рио-де-Жанейро: 3250 км
- Бразилиа: 2132 км
- Манаус: 1489 км
- Белу-Оризонти: 2824 км

## Достопримечательности
- Монастырь Санту-Алежандри XVIII века постройки.
- Ежегодно во второе воскресенье октября в городе проходит Процессия в честь Пресвятой Девы Марии, в котором участвуют около миллиона верующих. Эта процессия включена в репрезентативный список Нематериального наследия ЮНЕСКО.

## Статистика
- Валовой внутренний продукт на 2005 год составляет 11 277 415 тыс. реалов (данные: Бразильский институт географии и статистики).
- Валовой внутренний продукт на душу населения на 2005 год составляет 8022,00 реалов (данные: Бразильский институт географии и статистики).
- Индекс развития человеческого потенциала на 2000 год составляет 0,806 (данные: Программа развития ООН).

## Спорт
В городе базируется футбольный клуб «Туна Лузо», ныне выступающий в серии D, один из старейших клубов Бразилии и один из самых титулованных клубов штата Пара, на счету которого 10 чемпионских титулов.

## Административное деление
Муниципалитет состоит из 8 дистриктов:
| № | Наименование дистрикта | Наименование дистрикта (порт.) | Территория, км² | Население, чел.(2010) | Население, чел.(2010) | Население, чел.(2010) | Плотность, чел./км² | Код дистрикта |
| № | Наименование дистрикта | Наименование дистрикта (порт.) | Территория, км² | всего                 | городское             | сельское              | Плотность, чел./км² | Код дистрикта |
| 1 | Белен                  | Belém                          | 14,83           | 144 948               | 144 948               | -                     | 9773,97             | 150140205     |
| 2 | Бенги                  | Bengui                         | 34,54           | 284 670               | 284 670               | -                     | 8241,75             | 150140245     |
| 3 | Энтронкаменту          | Entroncamento                  | 70,11           | 125 400               | 125 400               | -                     | 1788,62             | 150140250     |
| 4 | Гуама                  | Guamá                          | 16,03           | 342 742               | 342 742               | -                     | 21 381,29           | 150140255     |
| 5 | Икоараси               | Icoaraci                       | 36              | 167 035               | 167 035               | -                     | 4639,86             | 150140260     |
| 6 | Москейру               | Mosqueiro                      | 459,18          | 33 232                | 31 394                | 1838                  | 72,37               | 150140265     |
| 7 | Оутейру                | Outeiro                        | 413,13          | 38 731                | 28 645                | 10 086                | 93,75               | 150140267     |
| 8 | Сакрамента             | Sacramenta                     | 15,62           | 256 641               | 256 641               | -                     | 16 430,28           | 150140275     |

## Фотогалерея

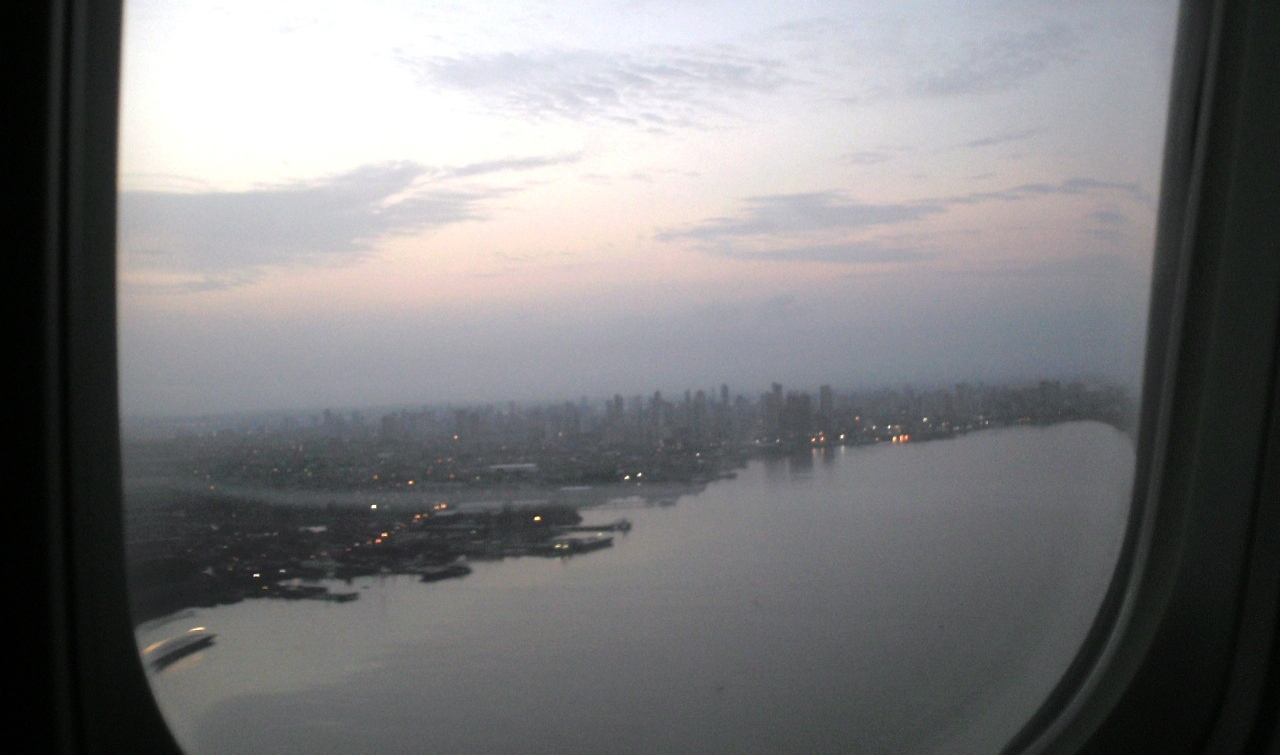
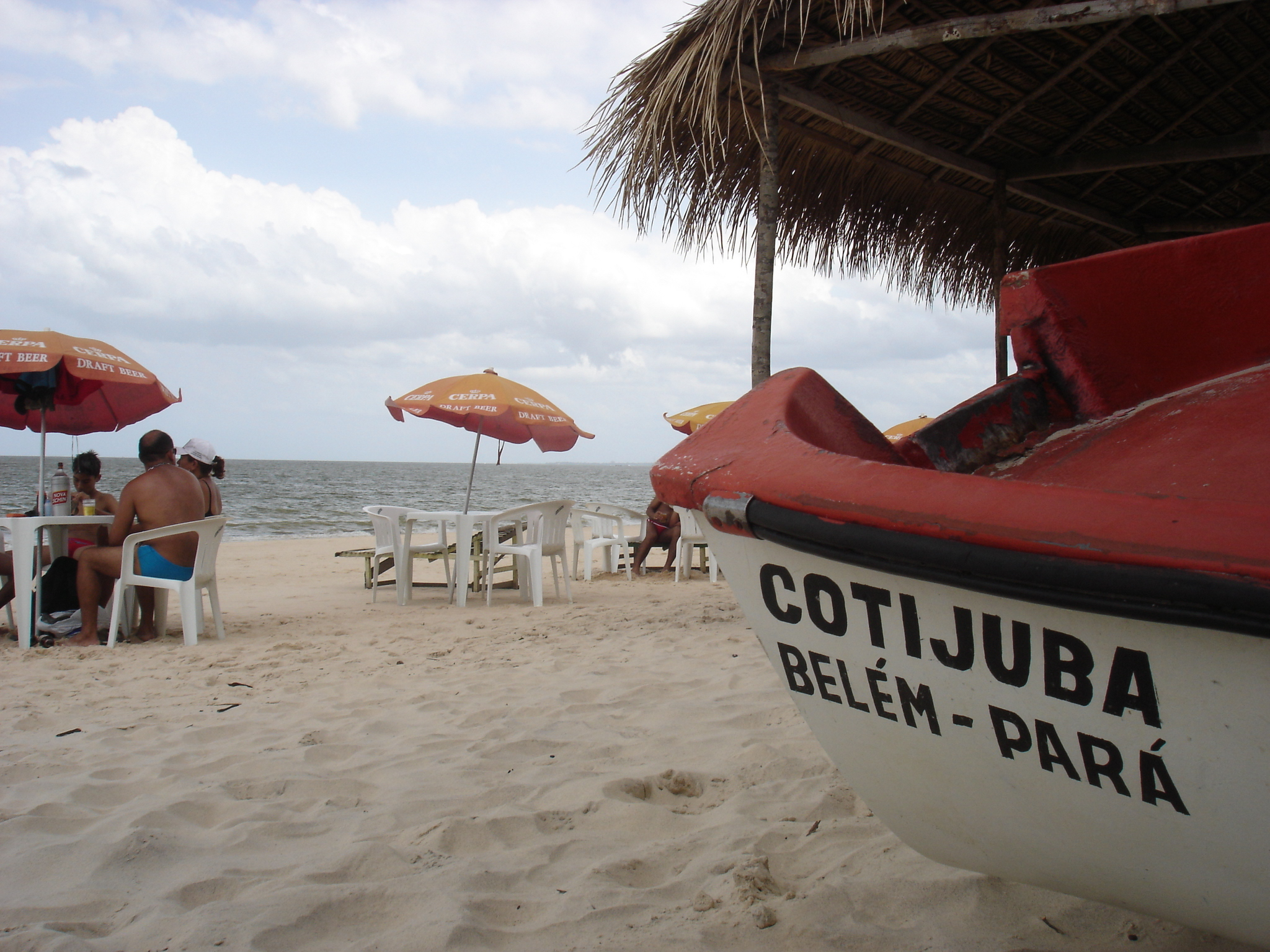

## Важнейшие населенные пункты
| № | Населённый пункт             | Населённый пункт (порт.)     | Категория | Население чел. (2010) | На карте                       |
| - | ---------------------------- | ---------------------------- | --------- | --------------------- | ------------------------------ |
| 1 | Белен                        | Belém                        | город     | 1 381 475             | 1°27′29″ ю. ш. 48°29′16″ з. д. |
| 2 | Илья-ду-Котижуба             | Ilha do Cotijuba             | поселок   | 3356                  | 1°15′39″ ю. ш. 48°33′36″ з. д. |
| 3 | Фиделис                      | Fidélis                      | поселок   | 2060                  | 1°16′20″ ю. ш. 48°25′58″ з. д. |
| 4 | Фуру-дас-Мариньяс            | Furo das Marinhas            | поселок   | 585                   | 1°10′21″ ю. ш. 48°20′07″ з. д. |
| 5 | Фама                         | Fama                         | поселок   | 448                   | 1°14′25″ ю. ш. 48°25′31″ з. д. |
| 6 | Тукумаэйра                   | Tucumaeira                   | поселок   | 379                   | 1°14′13″ ю. ш. 48°26′00″ з. д. |
| 7 | Нова-Эсперанса-дас-Баррейрас | Nova Esperança das Barreiras |           | 83                    | 1°08′48″ ю. ш. 48°19′32″ з. д. |

## Города-побратимы
Белен состоит в дружеских взаимоотношениях со следующими городами-побратимами:
| Город        | Страна     | Дата | Ссылка |
| ------------ | ---------- | ---- | ------ |
| Авейру       | Португалия | 1970 |        |
| Фор-де-Франс | Франция    |      |        |